# Jacqueline Mayence-Goossens
 (janvier 2022).
Si vous disposez d'ouvrages ou d'articles de référence ou si vous connaissez des sites web de qualité traitant du thème abordé ici, merci de compléter l'article en donnant les références utiles à sa vérifiabilité et en les liant à la section « Notes et références ».
Jacqueline Mayence-Goossens (ou Goossens), née le 14 septembre 1932 à Aarschot (Brabant flamand), est une femme politique libérale belge, membre du Parti réformateur libéral (PRL).

## Biographie
D'origine flamande, Jacqueline Goossens est née le 14 septembre 1932 à Aarschot. Elle épouse Philippe Mayence, avocat pénaliste de renom du barreau de Charleroi et s'installe dans la région de Charleroi. Elle a trois enfants dont deux embrassent la carrière de juriste. Elle est ainsi la mère de Jean-Philippe Mayence, avocat pénaliste qui prend la succession de son père.
En 1955, elle obtient le diplôme de licenciée en sciences politiques et diplomatiques à  l'Université catholique de Louvain. Elle est membre du Centre interuniversitaire de Formation permanente depuis 1970. De 1986 à 1990, elle est vice-présidente du PRL.

## Carrière politique
Elle a occupé de nombreux mandats politiques :
- 1977-1988 et 1995-2000 : conseillère communale à Charleroi
- 1978-1999 : sénatrice de l'arrondissement Charleroi-Thuin
  - 1978-1980 : membre du Conseil culturel de la Communauté culturelle française
  - 1980-1995 : membre du Conseil régional wallon
  - 1980-1995 : membre du Conseil de la Communauté française
- 1981-1983 : secrétaire d'État à la Coopération au Développement, adjointe au ministre des Relations extérieures
- 1983-1985 : ministre de la Région wallonne, chargée du Logement et de l'Informatique

## Distinctions
Les distinctions honorifiques suivantes lui ont été attribuées :
- Grand officier de l'ordre de Léopold (1995).
- Grand-croix de l'ordre du Soleil (Pérou).
- Grand-croix de l'ordre du Croissant  Comores.